# 富良野塾
富良野塾（ふらのじゅく）は、北海道富良野市に存在した私塾。脚本家と俳優の志望者たちのため二年制養成所。

## 概要
1984年に脚本家の倉本聰が私財を投じて開設した脚本家や俳優の養成施設。2年間共同生活をしながら、脚本の創作や俳優としての稽古をする。授業料は無料だが、地元農家から依頼される農作業で生活費を稼いでいる。2010年4月4日、25期生卒塾をもって閉塾。卒業生は380名を数えた。

## 閉塾後
富良野塾の活動は、2006年より活動を開始した卒塾生による演劇創作集団「富良野GROUP」によって継承されている。
また、富良野塾の卒塾生で富良野を活動拠点とする俳優・スタッフによって2009年に演劇集団「富良野塾OBユニット」が結成され、富良野GROUP公演に参加する一方で、独自の作品作りや、演劇を通したワークショップ、コミュニケーション能力の向上、学校演劇鑑賞会用のパントマイム劇などを開催している。

## 富良野塾の出身者

### 一期生
- 石井信之
- 友澤晃一　-　脚本家、演出家。演技論の著作もある。

### 二期生
- 吉田紀子　-　脚本家。『悪魔のKISS』『涙そうそう (映画)』などを手掛ける。『Dr.コトー診療所 (テレビドラマ)』で橋田賞受賞。
- 山下澄人　-　俳優。小説家。劇作家。『緑のさる』で野間文芸新人賞、『しんせかい』で芥川賞受賞。
- 岩崎聡子  -   俳優。映画『福田村事件』『REVOLUTION＋1』などに出演。

### 三期生
- 田子明弘　‐　脚本家。『金田一少年の事件簿』や松本清張原作のスペシャル・ドラマなどを手がける。
- 築山万有美 - 俳優。

### 四期生
- 加藤久雅　-　俳優。卒塾後、渡米。『ラスト サムライ』に出演。

### 五期生
- 浅野有生子 （木庭有生子）-　脚本家、放送作家、作詞家。横山秀夫 原作『陰の季節 』シリーズ1作目で、放送文化基金 賞受賞。
- たむらもとこ　-　俳優。ミュージカルに多数出演。

- 久松真一　‐　脚本家。横山秀夫原作作品を多く手がける。『玄海〜わたしの海へ〜』で放送文化基金賞・テレビドラマ部門賞を受賞したこともある。映画「64─ロクヨン　前編/後編」の脚本を執筆、前後編合わせて観客動員270万人を超える大ヒットとなり、同作前編で日本アカデミー賞優秀脚本賞を受賞。

### 六期生
- 二階堂智　-　俳優。『バベル (映画)』で菊地凛子が米国アカデミー賞助演女優賞にノミネートされた女子高生役の相手役の刑事を演じた。『ラスト サムライ』、『恋の罪』などにも出演。

### 八期生
- 森上千絵

### 九期生
- 納谷真大
- 高橋史子

### 十一期生
- 久保隆徳
- 中村亮子　-　俳優。演劇集団キャラメルボックスに在籍したことがある。TVリポーターを務める。

### 十三期生
- 柿原優子　-　脚本家。参加作にはアニメが多いが、実写テレビドラマも手掛けたことがある。小説や作詞やゲーム制作も手掛ける。

### 十九期生
- 三浦一尺舞台の脚本等を書いている。

現在も脚本等を書いている。

### 二十二期生
- かないしゅう
- 芳野史明

## 参考
- 「遅れてきた青年」（北海道文化放送、1988年）
- 小説「しんせかい」　元塾生・山下澄人の芥川賞受賞作品。

### 富良野塾OBユニット
- 富良野塾OBユニット (富良野塾OBユニット-156823847791489) - Facebook
- 富良野Groupコミュニケーション・プログラム (furanogroupcom) - Facebook